# کازویا کاواباتا
کازویا کاواباتا (انگلیسی: Kazuya Kawabata؛ زادهٔ ۲۲ اکتبر ۱۹۸۱) بازیکن فوتبال اهل ژاپن است.
از باشگاه‌هایی که در آن بازی کرده‌است می‌توان به باشگاه فوتبال کونسادول ساپورو اشاره کرد.